# Лігдаміс (тиран Наксоса)
Лігдаміс (дав.-гр. Λύγδαμις), Лігдамід — тиран давньогрецького острова Наксос VI ст. до н. е..
Походив з аристократичного роду, але співчував вимогам демосу. Саме завдяки підтримці «низів» був обраний керівником держави (пританом або ж архонтом) і проводив політику в інтересах «демократичної» партії. Встановив тісні зв'язки з афінським тираном Пісістратом, допомігши тому у 546 р. до н. е. повернутися до влади. Відсутністю Лігдаміса скористалися його супротивники, що позбавили влади його прихильників. Лігдаміс звернувся за допомогою до Афін. У 540 р. до н. е. на острів з військом висадився Пісістрат. У Наксосі була встановлена тиранія Лігдаміса.. Надалі політика Лігдаміса була спрямована на зміцнення своєї влади і розширення впливу Наксоса на сусідні острови, зокрема Парос.
У 532 р. до н. е. Лігдаміс допоміг самоським заколотникам у встановленні тиранії Полікрата, і надалі підтримував Полікрата у його конфліктах з Мілетом і Лесбосом. За прикладом союзника розпочав масштабне будівництво на Наксосі, зокрема спорудження величезного храму Аполлона, урешті-решт незавершеного.
У 525 р. до н. е. проти тиранів-спільників виступили спартанці. Щоправда, на Наксос були відправлені не вояки, а дипломати. Лігдаміс кілька разів відкладав побачення з ними, пояснивши врешті-решт, що заслаб. Здивовані посланці зазначили, що «приїхали не боротися з володарем, а розмовляти», проте так і залишили острів ні з чим.
За деякими даними спартанці таки усунули Лігдаміса від влади, але не всі історики вважають цю інформацію достовірною. Можливо, що тиранія була скасована внаслідок заколоту прихильників олігархії, або ж смерті Лігдаміса — в обох випадках мова може йти про 517 р. до н. е..